# أنطوان غوتيرز
أنطوان غوتيرز (بالفرنسية: Antoine Gutierrez)‏ هو دراج فرنسي، ولد في 7 يناير 1953 في تطوان في المغرب.

## وصلات خارجية
- أنطوان غوتيرز على موقع أرشيف الدراجات (الإنجليزية)